# Tristão de Sousa
Tristão de Sousa foi um nobre e militar português. 

## Biografia
Filho bastardo de Martim Afonso de Sousa, governador da Índia, Tristão seria ainda bastante jovem quando, em junho de 1552, foi vitimado por um naufrágio do galeão S. João na costa do Natal, que seguia viagem da Índia para Portugal, sob o comando do primo Manuel de Sousa de Sepúlveda. 
Junto com outro primo, Pantaleão de Sá, foi um dos poucos sobreviventes que foram resgatados e levados para Moçambique (1553), dali voltando à Índia. Acabou por chegar ao Reino, mas logo voltaria ao Oriente em 1555. Durante o período em que o Estado da Índia foi governado por D. Constantino de Bragança, Tristão foi capitão da armada que subjugou Damão (1558), da esquadra de socorro enviada ao Bahrein (1559) e da expedição que acometeu Jafanapatão (1560). 
Os serviços ultramarinos de Tristão de Sousa foram recompensados por D. Sebastião, em 1568, através da nomeação para 7.º capitão-mor das Molucas com sede em Tidore, encontrando-se referências para esse exercício no ano 1583, não tendo sido capitão-mor nessa altura, e no triénio de 1592 e 1595.